# Soudan (Loire-Atlantique)
Pour les articles homonymes, voir Soudan (homonymie).
Soudan est une commune française rurale de l'Ouest de la France située dans le département de la Loire-Atlantique, en région Pays de la Loire. Elle dépend du canton de Châteaubriant et de la Communauté de communes du Castelbriantais. Ses habitants s'appellent les Soudanaises et Soudanais.

## Géographie

Situation de la commune de Soudan dans le département de la Loire-Atlantique.

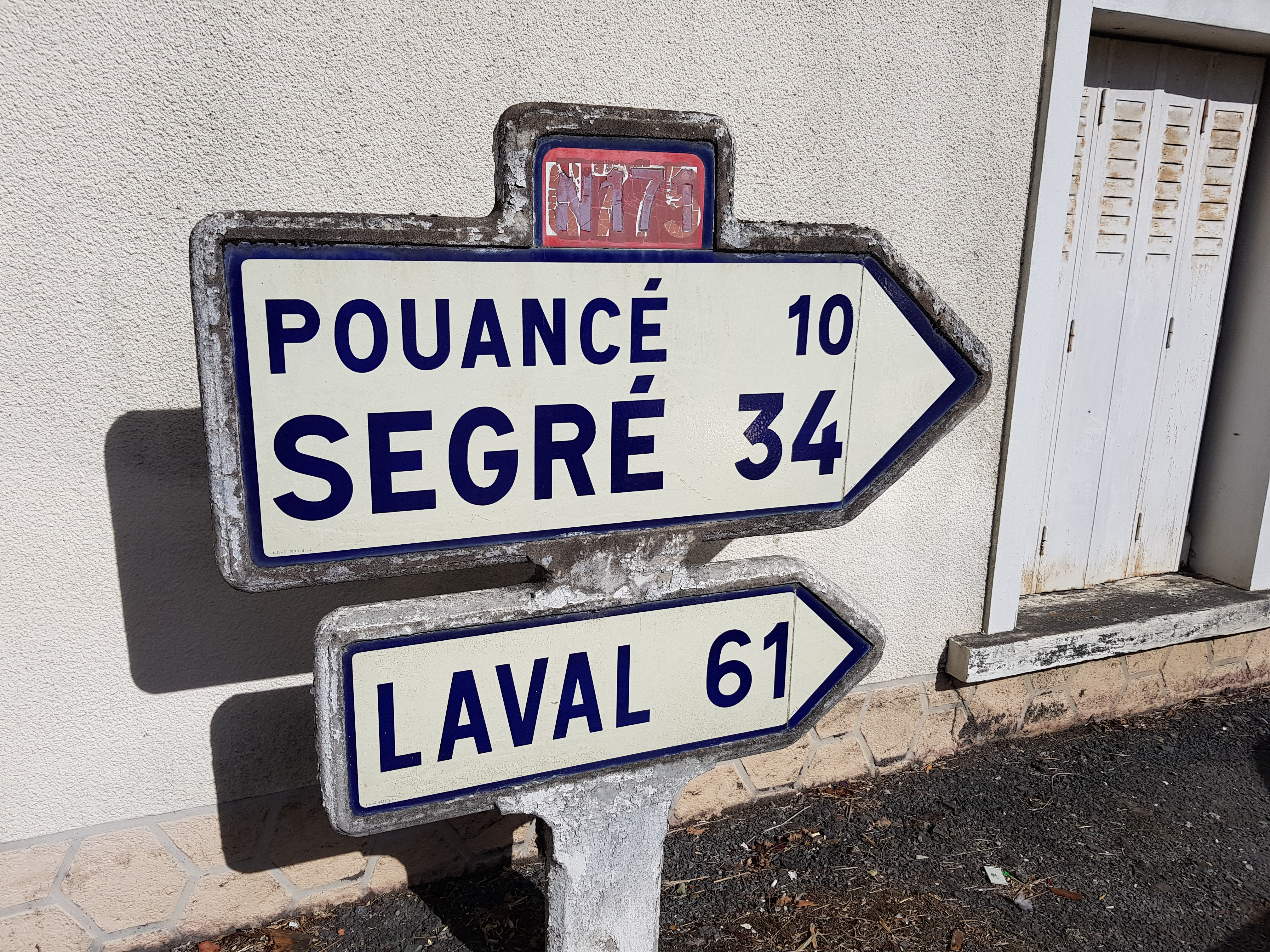
Signalétique Michelin dans le bourg de Soudan.

### Situation
Soudan est située au nord-est du département de la Loire-Atlantique, à 6 kilomètres à l'est de Châteaubriant.
Les communes limitrophes sont Châteaubriant, Rougé, Noyal-sur-Brutz, Villepot, Juigné-des-Moutiers et Erbray en Loire-Atlantique, Carbay en Maine-et-Loire.
Selon le classement établi par l'Insee en 1999, Soudan est une commune rurale monopolarisée qui fait partie de l'aire urbaine de Châteaubriant  et de l'espace urbain de Rennes (cf. Liste des communes de la Loire-Atlantique).

### Géographie physique
À vol d’oiseau, la mer se trouve à 70 kilomètres à l’ouest, ce qui explique les vents dominants d'ouest.
La commune, d’une superficie de 53,8 km2, est traversée du sud vers le nord-ouest par la Chère et ses petits affluents, au nord par la Verzée. Ces deux cours d'eau prennent leur source dans la commune de Soudan, avant de se jeter respectivement dans la Vilaine et dans l'Oudon.
Le bourg est traversé d'est en ouest par la RD 771, anciennement la RN 171 sur ce tronçon, reliant Laval au Croisic.

### Climat
Le climat qui caractérise la commune est qualifié, en 2010, de « climat océanique altéré », selon la typologie des climats de la France qui compte alors huit grands types de climats en métropole. En 2020, la commune ressort du même type de climat dans la classification établie par Météo-France, qui ne compte désormais, en première approche, que cinq grands types de climats en métropole. Il s’agit d’une zone de transition entre le climat océanique, le climat de montagne et le climat semi-continental. Les écarts de température entre hiver et été augmentent avec l'éloignement de la mer. La pluviométrie est plus faible qu'en bord de mer, sauf aux abords des reliefs.
Les paramètres climatiques qui ont permis d’établir la typologie de 2010 comportent six variables pour les températures et huit pour les précipitations, dont les valeurs correspondent aux données mensuelles sur la normale 1971-2000. Les sept principales variables caractérisant la commune sont présentées dans l'encadré ci-après.
| Paramètres climatiques communaux sur la période 1971-2000 - Moyenne annuelle de température : 11,4 °C - Nombre de jours avec une température inférieure à −5 °C : 1,8 j - Nombre de jours avec une température supérieure à 30 °C : 3,5 j - Amplitude thermique annuelle : 13,5 °C - Cumuls annuels de précipitation : 753 mm - Nombre de jours de précipitation en janvier : 12,7 j - Nombre de jours de précipitation en juillet : 6,7 j |

Avec le changement climatique, ces variables ont évolué. Une étude réalisée en 2014 par la Direction générale de l'Énergie et du Climat complétée par des études régionales prévoit en effet que la  température moyenne devrait croître et la pluviométrie moyenne baisser, avec toutefois de fortes variations régionales. La station météorologique de Météo-France installée sur la commune et en service de 1994 à 2020 permet de connaître l'évolution des indicateurs météorologiques. Le tableau détaillé pour la période 1981-2010 est présenté ci-après.
| Mois                                  | jan.             | fév.           | mars          | avril       | mai           | juin          | jui.        | août         | sep.          | oct.            | nov.        | déc.        | année      |
| ------------------------------------- | ---------------- | -------------- | ------------- | ----------- | ------------- | ------------- | ----------- | ------------ | ------------- | --------------- | ----------- | ----------- | ---------- |
| Température minimale moyenne (°C)     | 2,6              | 2,7            | 3,9           | 5,3         | 8,8           | 11,3          | 13          | 13,1         | 10,4          | 8,7             | 5,2         | 2,6         | 7,3        |
| Température moyenne (°C)              | 5,6              | 6,5            | 8,5           | 10,5        | 14,1          | 17,3          | 19,1        | 19,2         | 16,2          | 13,1            | 8,7         | 5,6         | 12,1       |
| Température maximale moyenne (°C)     | 8,7              | 10,3           | 13,1          | 15,7        | 19,4          | 23,3          | 25,2        | 25,4         | 22            | 17,5            | 12,2        | 8,7         | 16,8       |
| Record de froid (°C) date du record   | −11,5 02.01.1997 | −11,5 12.02.12 | −10 01.03.05  | −3 07.04.08 | −1 06.05.19   | 2 01.06.06    | 5 30.07.15  | 4 28.08.1998 | 0,5 30.09.18  | −4,5 30.10.1997 | −7 17.11.07 | −9 16.12.09 | −11,5 2012 |
| Record de chaleur (°C) date du record | 16,5 24.01.16    | 19,5 27.02.19  | 23,5 30.03.17 | 28 20.04.18 | 30,5 26.05.17 | 36,5 28.06.19 | 39 23.07.19 | 39 10.08.03  | 34,5 14.09.20 | 29,5 02.10.11   | 22 07.11.15 | 18 19.12.15 | 39 2019    |
| Précipitations (mm)                   | 88,4             | 72,1           | 57,6          | 61,6        | 68,9          | 39,8          | 53,3        | 43,4         | 67,4          | 84,7            | 89,5        | 95          | 821,7      |

## Urbanisme

### Typologie
Au 1er janvier 2024, Soudan est catégorisée commune rurale à habitat très dispersé, selon la nouvelle grille communale de densité à sept niveaux définie par l'Insee en 2022.
Elle est située hors unité urbaine. Par ailleurs la commune fait partie de l'aire d'attraction de Châteaubriant, dont elle est une commune de la couronne,. Cette aire, qui regroupe 20 communes, est catégorisée dans les aires de moins de 50 000 habitants,.

### Occupation des sols
L'occupation des sols de la commune, telle qu'elle ressort de la base de données européenne d’occupation biophysique des sols Corine Land Cover (CLC), est marquée par l'importance des territoires agricoles (93,6 % en 2018), en diminution par rapport à 1990 (95,8 %). La répartition détaillée en 2018 est la suivante : 
prairies (42,4 %), terres arables (34,4 %), zones agricoles hétérogènes (16,9 %), forêts (3,1 %), zones urbanisées (1,7 %), eaux continentales (0,8 %), zones industrielles ou commerciales et réseaux de communication (0,5 %), espaces verts artificialisés, non agricoles (0,3 %). L'évolution de l’occupation des sols de la commune et de ses infrastructures peut être observée sur les différentes représentations cartographiques du territoire : la carte de Cassini (XVIIIe siècle), la carte d'état-major (1820-1866) et les cartes ou photos aériennes de l'IGN pour la période actuelle (1950 à aujourd'hui).

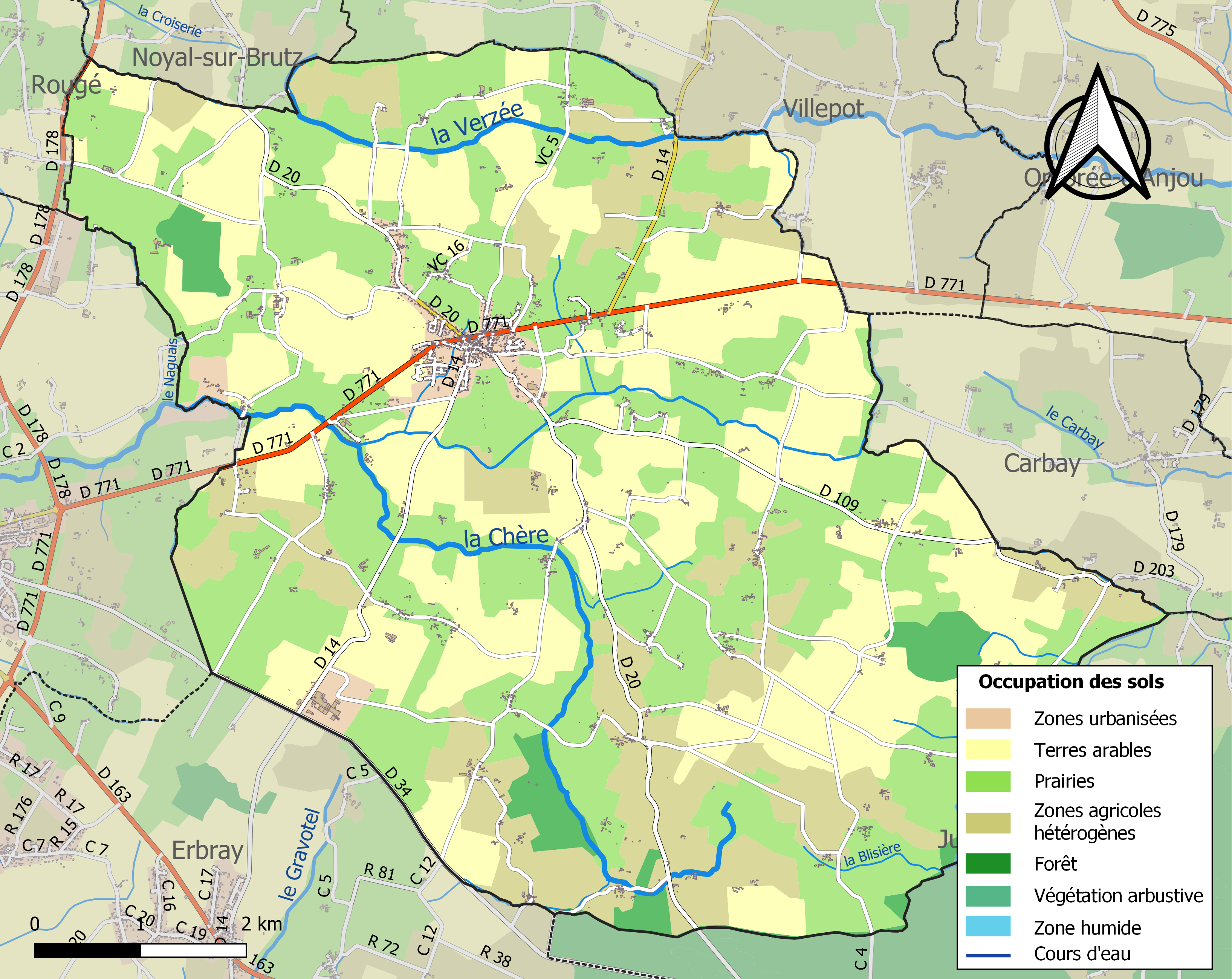
Carte des infrastructures et de l'occupation des sols de la commune en 2018 (CLC).

## Toponymie
La localité est attestée sous les formes Solzen en 1060 et en 1062, Solzon au XIe siècle et sous sa forme latine Solzennum  dès 1123.
Le nom gallo de la commune s'écrit également Soundan.
En 1944, Théophile Jeusset crée un nom en breton pour la localité : Solzon. La forme bretonne actuellement proposée par l'Office public de la langue bretonne est Saoudan.

## Histoire
Au XIIe siècle, la paroisse de Soudan dépend du seigneur Rivallon, vassal de Brient Ier (fils d'un chef breton nommé Teuhaire et proche du comte de Rennes) qui est alors le seigneur de Châteaubriant[réf. nécessaire].

## Emblèmes

### Héraldique
| Blason | Blasonnement : De sinople au chevron d'argent, accompagné en chef de deux pommes tigées et feuillées de deux pièces d'or et en pointe d'un moulin à vent du même ; au chef de gueules chargé d'une croix d'argent surchargée en cœur d'une moucheture d'hermine de sable, soutenue d'une divise ondée aussi d'argent. Commentaires : La moucheture d'hermine évoque le blasonnement d'hermine plain de la Bretagne, rappelant l'appartenance passée de la ville au duché de Bretagne (Attention : sur le dessin du blason, la divise n'est pas ondée). Blason conçu par Eugène Charron et Robert Louis (délibération municipale du 27 septembre 1959). |

### Devise
La devise de Soudan : Amant Me Qui Cognoscunt., "Ma Ouzont Ma C'haront." en breton, "M'aiment Qui Me Connaissent." en français.

## Monuments
- Pierre de la Chopinière, menhir inscrit au titre des monuments historiques en 1981[17].

### Manoir du Moulin Roul
Cette propriété est située à la limite ouest de Soudan, à la frontière avec la commune de Châteaubriant, près de la D771, au niveau du lieu-dit Les Chaussées.
Le manoir est, au départ, dépendant de la seigneurie de Châteaubriant. Il connait différents agrandissements, le corps du logis datant de 1461, ayant été restauré en 1576. Ses différents aménagements sont la construction de l'aile Est en 1890, l'aile Ouest datant de 1900, tandis que la façade Nord connait différentes modifications du XVIe au XIXe siècle.
Sa chapelle privée a été érigée en 1620 par la famille du Hamel. Elle se situe à l'ouest du manoir. De forme cubique, elle est surmontée d'un assez haut toit en croupe. Elle possède un clocher latéral avec toit à pavillon reposant sur des colonnettes. Sa principale caractéristique est le bas-relief s'y trouvant, représentant les sept péchés capitaux.

### Prieuré du Dougilard (XIIe–XVIIesiècle)

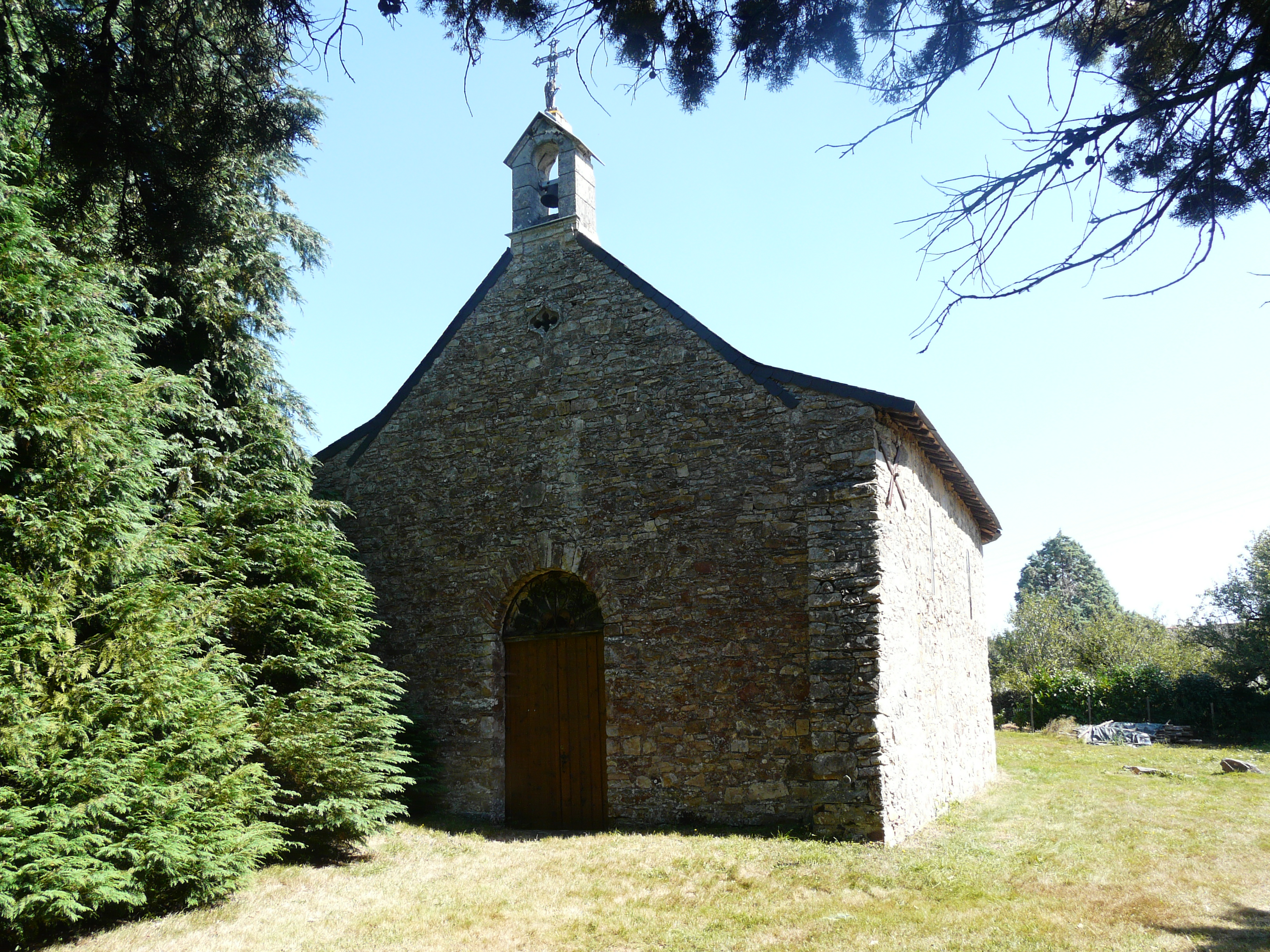
Chapelle du Dougilard.

Le lieu-dit du Dougilard se situe à 2 km à l'est de Soudan, le long de la D 771.
Un premier édifice y aurait été édifié au milieu du XIe siècle sous le parrainage de Rivallon, seigneur de Soudan. Mais le bâtiment actuel semble dater du XIIe siècle. Il aurait été élevé pour les bénédictines du Nid d’Oiseau, filiale de Fontevrault, qui établissent en 1112 un prieuré dont la chapelle est le dernier vestige. Cette communauté l’occupe jusqu’à la Révolution.
La chapelle est éclairée par des petites baies allongées en meurtrières. Elle a un plan très simple, nef rectangulaire se prolongeant par une abside semi-circulaire, laquelle a été remaniée au XVIIe siècle. La façade ouest est surmontée d’un clocher-mur.
Les saints honorés en ce sanctuaire sont non seulement saint Barthélémy, mais aussi sainte Germaine Cousin, saint Isidore, et le Bienheureux Grignon de Montfort.

## Industries et économie
Énergie
Le village possède un parc éolien, composé de huit éoliennes allant jusque sur la commune limitrophe d'Erbray, assurant la consommation électrique de 20 000 personnes. Elles ont été installées en 2007.
Industries
- L'ACCO, entreprise de chaudronnerie industrielle.
- e entrep[22] rise de mécanique générale et de soudure.
- L'entreprise Euro-Mécanique
- La FMGC, entreprise de fonte et forge de métaux. Il s'agit de la plus grande entreprise du village, qui emploie actuellement 396 personnes.
- L'entreprise METATHERM, spécialisée dans le traitement thermique.

Les deux premières se trouvent dans la Z.I. de la gare, les trois autres sont situées dans la zone industrielle d'Hochepie.
Artisans
La principale activité des artisans concerne l'habitat :
- Peinture : Atelier Peintures et Nuances.
- Maçonnerie : Sararols sarl, HCP Rénovation, Chantereau David.
- Électricien Plombier Chauffage : Robert Rolland, Alexandre Vincent, Eurl Vacpro.
- Menuiserie-Ébénisterie : Steph'anne Morand, Lucien Pitré, Alain Segault.
- Un Ferronnier-Serrurier (FSM Potier), un couvreur (Stéphane Lorant), un carreleur (Vincent Pourias).

On trouve également d'autres PME/Artisans :
- Garage automobile Soudan : Société Réparations Soudanaises.
- Travaux Agricoles – Terrassement – Transport : Gilles Malgonne, Danyval, Jean-Luc Pinon, Gilles Raimbaud.
- Entretien-Dépannage-Réparation : Pierre-Yves Hamon.
- L'entreprise Aero-Product.

Commerces
On trouve comme commerces principaux, dans le centre-village :
- Bar-cafés : l'Amical bar, le Café de la presse, le Yin-Yang.
- Boulangeries-Pâtisseries : Olivier Barthelemy, Dominique Chaillot.
- Salons de coiffure : Anna Joly, le Salon Epilook, le Salon Laëtitia.
- Épicerie « Votre Marché, alimentation générale ».

La commune possède également un caviste, un restaurant-bar, une boutique de cadeaux, ainsi que des entreprises de taxi, Radio TV Hi-Fi Vidéo et d'esthéticienne à domicile.

## Éducation
Le village possède deux écoles situées dans le bourg, à une centaine de mètres l'une de l'autre. La plus grande est l'école publique Jacques Brel. Elle reçoit 133 élèves pour l'année 2010/2011. La seconde est l'école privée Sainte-Anne, qui compte 110 élèves pour la rentrée 2010/2011.

## Associations
- L’Association des Jeunes soudanais, fondée en 2005, propose un tournoi de volley annuel, ainsi qu'une séance de badminton hebdomadaire, et plusieurs sorties au cours de l'année.
- Le bagad Solzen Ar Vro (Solzen étant l'ancien nom breton de la commune) a pour but est d'initier les jeunes aux instruments typiques bretons (cornemuse, bombarde et batterie). Il participe à de nombreuses manifestations culturelles principalement dans les cinq départements bretons.
- Le Club des retraités permet aux aînés de la commune de se retrouver les 2e et 4e mardi du mois pour différentes activités (jeux de cartes, palets, scrabble...). Il organise également le thé dansant annuel au profit du Téléthon.
- La Confrérie des panses à oies organise chaque année des concours du meilleur cidre et de la meilleure tarte aux pommes.
- L'amicale laïque La Soudanaise organise des activités pour les enfants de l'école publique et est responsable du club informatique et de la section théâtre.
- La fanfare L'Espérance de Soudan regroupe des amateurs de musique et anime les différents événements du village au cours de l'année, et comporte également une section twirling.
- La Clé de sol propose des cours de danse, dessin et musique.
- La Polka de la Bruz, groupe de danseurs et danseuses de danses locales, se produit dans différents villages du Castelbriantais.

## Sports
La commune comporte plusieurs complexes sportifs. Ses principales associations sportives sont :
- L'U.S.S. Football
- L'U.S.S. Tennis de table
- Volley-Ball Soudanais

Il est également possible d'y pratiquer le tennis, et une section judo est ouverte pour les enfants.
Il existe aussi des sections multi-sports pour tous les âges.

## Personnes célèbres
- Xavier Fournier de Bellevue[25]
- Alfred Gernoux

## Politique et administration

### Rattachements administratifs et électoraux
Soudan appartient à l'arrondissement de Châteaubriant-Ancenis (arrondissement de Châteaubriant jusqu'au 1er janvier 2017) et au canton de Châteaubriant depuis sa création.
Pour l'élection des députés, la commune fait partie de la sixième circonscription de la Loire-Atlantique, représentée depuis juin 2022 par Jean-Claude Raux (T44-NFP). Auparavant, elle a successivement appartenu à la 3e circonscription (1852-1857 et 1869-1870), la circonscription de Châteaubriant (1876-1885, 1889-1919 et 1928-1940), la 2e circonscription (1919-1928) et la 5e circonscription (1958-1986).
Depuis le 1er janvier 2017, la commune appartient par ailleurs à la communauté de communes Châteaubriant-Derval, une intercommunalité qui a succédé à la communauté de communes du Castelbriantais, fondée en janvier 2002.
Soudan fait aussi partie du Pays de Châteaubriant.

### Administration municipale

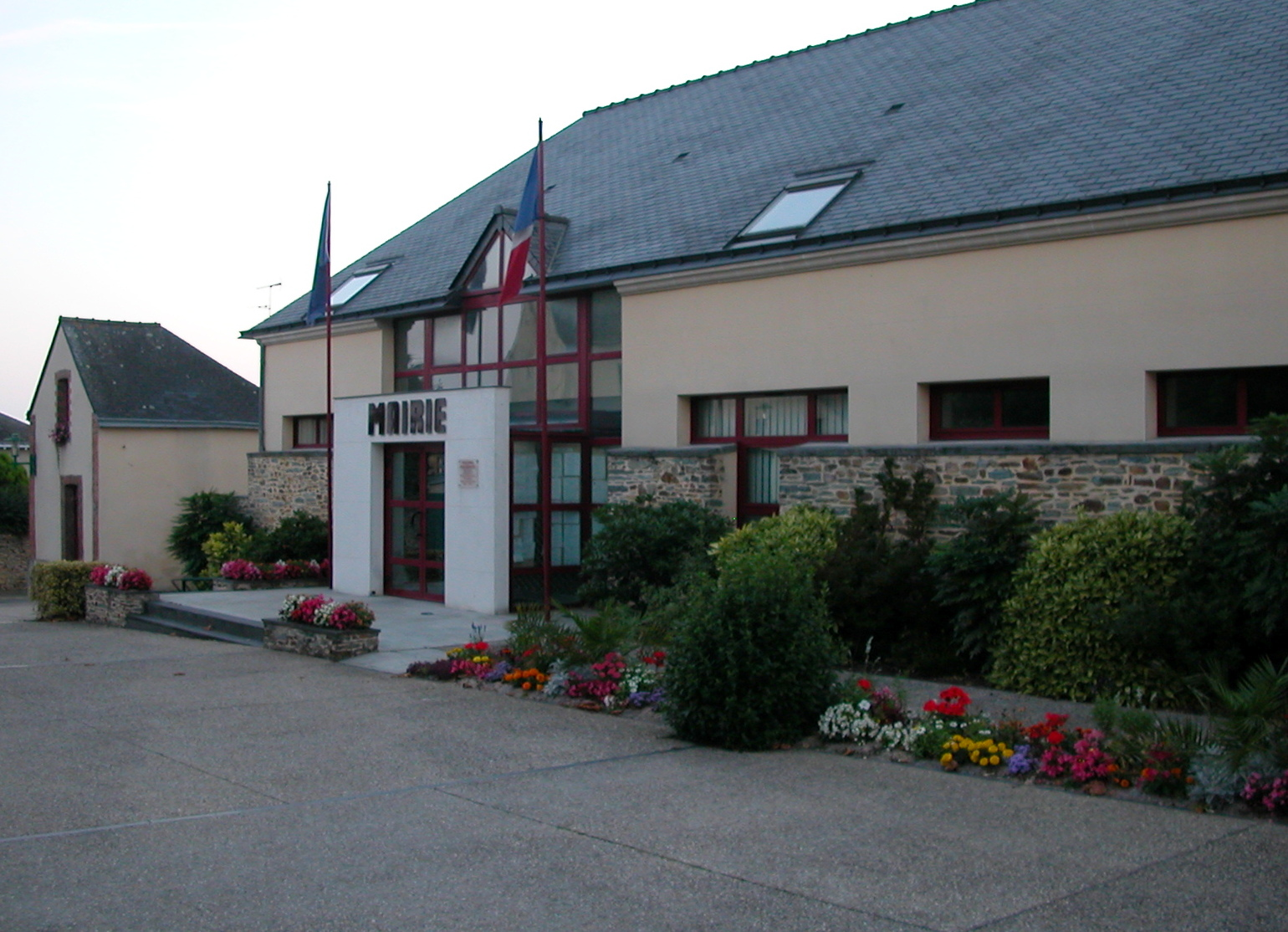
Mairie de Soudan.

Le nombre d'habitants au dernier recensement étant compris entre 1 500 et 2 499, le nombre de membres du conseil municipal est de 19.

### Liste des maires
| Période                                  | Période                   | Identité                     | Étiquette | Qualité |
| ---------------------------------------- | ------------------------- | ---------------------------- | --------- | --- |
| Les données manquantes sont à compléter. |                           |                              |           | |
| ?                                        | ?                         | Julien Masson                |           | |
| 1883                                     | avril 1931 (décès)        | Louis Erbette                |           | |
| mai 1931                                 | mars 1937 (décès)         | François Bodin               |           | Négociant en grains |
| 1937                                     | mars 1959                 | Joseph Lardeux (1887-1960)   |           | |
| mars 1959                                | mars 1983                 | Pierre Ferron (1909-1985)    |           | Ancien exploitant agricole, maire honoraire Réélu en 1977                                                                                |
| mars 1983                                | mars 2001                 | Raymond Janitor(1936-2018)   | DVD       | Retraité de la métallurgie Président de la CC de l'Est castelbriantais (? → 2002)                                                        |
| mars 2001                                | mai 2020                  | Bernard Douaud (1949- )      | DVD       | Chef d'atelier adjoint retraité Conseiller général (2008 → 2015) puis départemental de Châteaubriant (2015 → 2021) Réélu en 2008 et 2014 |
| mai 2020                                 | En cours (au 4 mars 2023) | Jean-Claude Desgués (1955- ) |           | Cadre commercial retraité, ancien premier adjoint                                                                                        |

## Population et société

### Démographie

#### Évolution démographique
L'évolution du nombre d'habitants est connue à travers les recensements de la population effectués dans la commune depuis 1793. Pour les communes de moins de 10 000 habitants, une enquête de recensement portant sur toute la population est réalisée tous les cinq ans, les populations de référence des années intermédiaires étant quant à elles estimées par interpolation ou extrapolation. Pour la commune, le premier recensement exhaustif entrant dans le cadre du nouveau dispositif a été réalisé en 2006.

En 2022, la commune comptait 1 965 habitants, en évolution de −1,75 % par rapport à 2016 (Loire-Atlantique : +6,68 %, France hors Mayotte : +2,11 %).
| 1793  | 1800  | 1806  | 1821  | 1831  | 1836  | 1841  | 1846  | 1851  |
| ----- | ----- | ----- | ----- | ----- | ----- | ----- | ----- | ----- |
| 2 045 | 2 019 | 2 122 | 2 284 | 2 291 | 2 321 | 2 161 | 2 233 | 2 339 |

| 1856  | 1861  | 1866  | 1872  | 1876  | 1881  | 1886  | 1891  | 1896  |
| ----- | ----- | ----- | ----- | ----- | ----- | ----- | ----- | ----- |
| 2 440 | 2 502 | 2 586 | 2 538 | 2 662 | 2 686 | 2 720 | 2 762 | 2 652 |

| 1901  | 1906  | 1911  | 1921  | 1926  | 1931  | 1936  | 1946  | 1954  |
| ----- | ----- | ----- | ----- | ----- | ----- | ----- | ----- | ----- |
| 2 680 | 2 600 | 2 541 | 2 177 | 2 135 | 2 177 | 2 163 | 2 034 | 1 968 |

| 1962  | 1968  | 1975  | 1982  | 1990  | 1999  | 2006  | 2011  | 2016  |
| ----- | ----- | ----- | ----- | ----- | ----- | ----- | ----- | ----- |
| 1 839 | 1 831 | 1 884 | 2 026 | 2 072 | 2 007 | 2 015 | 2 000 | 2 000 |

| 2021  | 2022  | - | - | - | - | - | - | - |
| ----- | ----- | - | - | - | - | - | - | - |
| 1 981 | 1 965 | - | - | - | - | - | - | - |

#### Pyramide des âges
La population de la commune est relativement jeune.
En 2018, le taux de personnes d'un âge inférieur à 30 ans s'élève à 35,6 %, soit en dessous de la moyenne départementale (37,3 %). À l'inverse, le taux de personnes d'âge supérieur à 60 ans est de 27,3 % la même année, alors qu'il est de 23,8 % au niveau départemental.
En 2018, la commune comptait 993 hommes pour 1 005 femmes, soit un taux de 50,3 % de femmes, légèrement inférieur au taux départemental (51,42 %).
Les pyramides des âges de la commune et du département s'établissent comme suit.
| Hommes | Classe d’âge | Femmes |
| ------ | ------------ | ------ |
| 0,5    | 90 ou +      | 1,7    |
| 7,7    | 75-89 ans    | 9,9    |
| 16,9   | 60-74 ans    | 17,9   |
| 22,7   | 45-59 ans    | 20,5   |
| 15,6   | 30-44 ans    | 15,2   |
| 17,6   | 15-29 ans    | 15,1   |
| 19,0   | 0-14 ans     | 19,7   |

| Hommes | Classe d’âge | Femmes |
| ------ | ------------ | ------ |
| 0,6    | 90 ou +      | 1,8    |
| 6      | 75-89 ans    | 8,6    |
| 15,1   | 60-74 ans    | 16,4   |
| 19,4   | 45-59 ans    | 18,8   |
| 20,1   | 30-44 ans    | 19,3   |
| 19,2   | 15-29 ans    | 17,4   |
| 19,5   | 0-14 ans     | 17,6   |